# Statua di san Carlo Borromeo (Monza)
La statua di san Carlo Borromeo si trova in piazza Grandi a Monza, di fronte alla Chiesa di S.Maria degli Angeli.

## Storia
Il monumento fu voluto nel 1763 dalla Compagnia delle sante croci di S. Maria degli Angeli in sostituzione di un'antica croce eretta nello stesso luogo a ricordo della peste del 1576.
Per la scultura fu usata un tipo di pietra arenaria, purtroppo facile a disgregarsi con il tempo e con le piogge. La statua si trovava su uno snello basamento che la metteva in altezza.

Alla metà del XX secolo si rese necessario un restauro; fu poi deciso di sostituire l'originale settecentesco con l'attuale copia in bronzo, collocata nel 1979.